# 太原圣母无染原罪主教座堂
37°52′59.25″N 112°33′21.68″E / 37.8831250°N 112.5560222°E
太原圣母无染原罪主教座堂是天主教太原教区的主教座堂，由方济各会创建，位于今中国山西省太原市杏花岭区解放路170号。
1900年庚子拳乱期间发生太原教案，太原地区众多拒绝叛教的中国基督徒和传教士被杀殉道，特别是7月在巡抚衙门有几十名传教士集体遇害，其中包括12位外籍方济会士，计有山西北境代牧区（今太原教区）艾士杰（Gregorius Grassi）主教、富格辣（Fracescus Fogolla）助理主教、两位神父、七位玛利亚方济各传教会修女和一位修士。2000年，太原教区的26名致命圣人被若望保禄二世册封为中华圣人。
主教座堂及所有教会楼房也遭焚毁，至1902年凤朝瑞（Agapito Fioretini）主教重建主教座堂，1905年竣工。该教堂经历抗日战争和文化大革命，保存至今。